# Justine ou les Infortunes de la vertu
Pour plus de détails, voir Fiche technique et Distribution.
Justine ou les Infortunes de la vertu ou Les Deux beautés (Marquis de Sade's Justine) est un film érotique italo-germano-américain réalisé par Jesús Franco, sorti en 1969.

## Synopsis
Justine et Juliette, deux sœurs inséparables, ont passé leur enfance et leur adolescence dans un couvent. Leur père ruiné s'est exilé et leur mère est morte de chagrin, un double abandon à l'origine de leur internement. Désormais adolescentes, elles quittent ensemble le bâtiment avec une petite somme d'argent. Arrivées à Paris, Juliette se rend dans une maison close pour faire fortune tandis que Justine prend peur et quitte le bordel.
Mais sa quête de vertu lui sera fatale. D'abord dépouillée par un moine à qui elle a confié ses derniers sous, elle est ensuite engagée comme bonne à tout faire par un hôtelier qui veut l'offrir à un riche client. Refusant sa demande, elle est aussitôt accusée du vol d'un bijou appartenant à ce dernier alors que son employeur lui a demandé de le dérober. Jetée en prison, elle s'enfuit, lors d'un incendie déclenché par des prisonniers, s'enfuit avec eux et une criminelle, La Dubois. Cachés dans la forêt, ils tentent de la violer et elle trouve refuge chez Raymond, un artiste peintre qui tombe amoureux d'elle. Mais la police la retrouve et elle doit fuir. Son errance la mène chez le Marquis de Bressac qui la cache dans son manoir. En remerciement, il lui demande d'empoisonner son épouse. Celle-ci est éprise de la jeune fille qui lui révèle les noirs desseins de son époux. Mais le Marquis tue sa femme et marque Justine au fer rouge du sceau de l'infamie, avant de l'expulser. La belle adolescente échoue dans un couvent régi par quatre moines pervers. Leurs bas instincts les mènent jusqu'au crime afin d'atteindre le plaisir absolu.
Après plusieurs mois de sévices, Justine est immolée. Elle ne doit son salut qu'à la Providence qui fait tomber la foudre sur le couvent. Mais elle retombe entre les griffes du Marquis de Bressac qui la vend à un forain qui l'oblige à s'exhiber nue dans un théâtre ambulant. Devenue bête de foire, la foule prend du plaisir à la scruter mais une jolie aristocrate, après avoir vu sa marque au fer rouge, intervient pour la sauver. Il s'agit de sa sœur Juliette qui s'est enrichie par le biais du crime. Maîtresse d'un ministre, elle consacrera le restant de sa vie à rendre sa sœur heureuse. En compagnie du doux Raymond, Justine coulera désormais des jours heureux loin de ses malheurs passés.

## Fiche technique
Sauf indication contraire, les informations mentionnées dans cette section peuvent être confirmées par la base de données cinématographiques IMDb,  présente dans la section « Liens externes ».
- Titre original : Marquis de Sade's Justine
- Titre allemand : Marquis de Sade : Justine
- Titre italien : Justine ovvero le disavventure della virtù
- Titre français : Justine ou les Infortunes de la vertu[1]
- Réalisation : Jesús Franco (sous le nom de « Jess Franco »), assisté de Ricardo Franco
- Scénario : Harry Alan Towers d'après Justine ou les Malheurs de la vertu de Marquis de Sade
- Production : Harry Alan Towers
- Musique : Bruno Nicolai
- Photographie : Manuel Merino
- Montage : Nicholas Wentworth
- Décors : Santiago Ontanon
- Pays d'origine :  Italie /  Allemagne de l'Ouest /  États-Unis /  Liechtenstein
- Format : Couleurs - 1,66:1 - Mono - 35 mm
- Genre : Drame
- Durée : 124 minutes
- Dates de sortie : 
  - Italie : 3 avril 1969
  - Allemagne de l'Ouest : 13 juin 1969
  - France : 4 mars 1970

## Distribution
- Klaus Kinski : Marquis de Sade
- Romina Power : Justine
- Maria Rohm : Juliette
- Jack Palance : Père Antonin
- Rosemary Dexter : Claudine
- Akim Tamiroff : Du Harpin
- Horst Frank : Marquis de Bressac
- Sylva Koscina : Marquise de Bressac
- Mercedes McCambridge : Madame Dubois
- Carmen de Lirio (es) : Madame de Buisson
- Rosalba Neri : Florette